# Daydreaming (Paramore)
Daydreaming è un singolo dei Paramore, il terzo estratto dal loro omonimo quarto album in studio, pubblicato il 2 dicembre 2013 nel Regno Unito.

## Registrazione
Daydreaming è la prima canzone registrata dai Paramore per il loro quarto album ed è stata scritta ancora prima che la band entrasse in studio con il produttore Justin Meldal-Johnsen. La composizione del brano è stata profondamente influenzata dall'ascolto dell'album Greatist Hits dei Blondie. Parlando del brano, la cantante Hayley Williams ha detto:

## Pubblicazione
Dopo aver rinunciato alla pubblicazione del video per Ain't It Fun in quanto non pienamente soddisfatti del risultato finale, la scelta dei Paramore per la realizzazione di un nuovo video musicale cade su Daydreaming. Ciò viene dichiarato nell'ottobre 2013 su Tumblr dalla cantante Hayley Williams, che nella stessa occasione annuncia che il brano sarà anche pubblicato come singolo nel Regno Unito. Successivamente la data di pubblicazione viene fissata per il 2 dicembre 2013. Dopo il tour europeo tenuto a settembre Williams ha affermato:

## Video musicale
Il video ufficiale realizzato per il singolo è stato pubblicato il 5 novembre 2013 in anteprima sul sito britannico di MSN. Diretto da Julian Acosta, vede due ragazze che attraversano l'oceano in aereo per andare a Londra e assistere a un concerto dei Paramore. Le scene dove la band si esibisce suonando il brano sono state registrate durante i loro due concerti del 27 e del 28 settembre 2013 alla Wembley Arena.

## Tracce
Testi e musiche di Hayley Williams e Taylor York.
1. Daydreaming – 4:31

## Formazione
Gruppo
- Hayley Williams – voce, tastiera
- Jeremy Davis – basso
- Taylor York – chitarra

Altri musicisti
- Ilan Rubin – batteria, percussioni
- Justin Meldal-Johnsen – sintetizzatore, tastiera

## Classifiche
| Classifica (2013)          | Posizione massima |
| -------------------------- | ----------------- |
| Regno Unito (rock & metal) | 33                |